# Similienne de Nantes
La Similienne de Nantes est une association sportive multisports et culturelle issue d’un patronage nantais de la fin du XIXe siècle.

## Historique

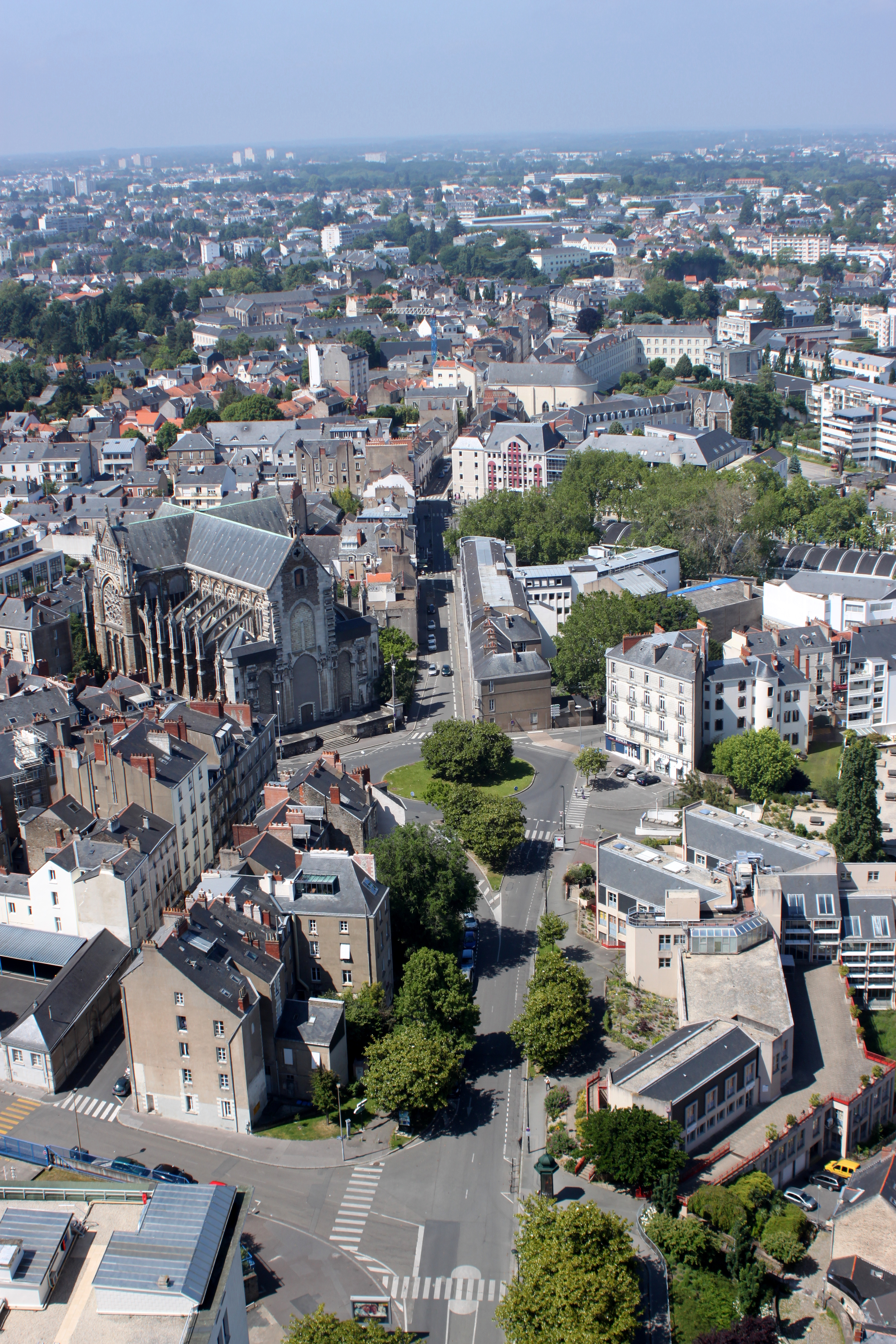
Le quartier et l'église Saint-Similien de Nantes

### Origines
Créé par l'abbé Lequeux, alors curé de la paroisse Saint-Similien, le 14 janvier 1894 le patronage paroissial de celle-ci est confié à un vicaire, l'abbé Gary. Celui-ci, outre l'animation du cercle d'études, y encourage la pratique de la gymnastique, vite affiliée à la Fédération gymnastique et sportive des patronages de France (FGSPF) après sa création. Une association sportive est déclarée en préfecture le 18 avril 1910 sous le nom de « La Similienne » par le président Henri Bled et l'abbé Fontaine.

### Entre deux-guerres
Arrivé en 1925, l'abbé Ecomard reste directeur du patronage jusqu'en 1934. Pendant cette période il contribue largement au développement de la Sim, anime le cercle d'études et crée le journal La Flamme en 1928. À son départ en 1934, Eugène Le Fer de La Motte, évêque de Nantes, met à la disposition de l'association les installations situées au 26 bis rue des Hauts-Pavés où l'association se dote d'une chapelle. L'abbé Garino prend le relais jusqu'à la déclaration de guerre alors que le président Henri Bled reste toujours aux rênes de l'association.
Pendant cette période la musique et le théâtre se développent également à côté de la gymnastique, bientôt suivis par le football, l'athlétisme et le basket-ball. Pour ce dernier, la première équipe qui voit le jour en 1929, soutenue par Arthur Ancelin, est championne de l'Union régionale de Loire-Inférieure en 1937.

### Un nouveau développement
Pendant la Seconde Guerre mondiale la rotation des prêtres-directeurs s'accélère et le retour à la paix est aussi marqué par la disparition d'Henri Bled ; seuls la gymnastique et le basket-ball survivent à cette période difficile. Trois présidents se succèdent ensuite en six ans et il faut attendre Maurice Métayer (1952-1958), Paul Ancelin (1958-1966) et la direction de l'abbé Guillard, très attaché à l'aspect éducatif et spirituel (1956-1972), pour retrouver toute la stabilité nécessaire. 
En 1967, sous la présidence d'Hubert Marin, une salle omnisports est inaugurée sur le site de la rue des Hauts-Pavés et en 1970 la Similienne est championne nationale de la Fédération sportive et culturelle de France (FSCF) en gymnastique masculine sous la direction d'un moniteur exceptionnel issu du patronage, Louis Boyer. 
Pour le basket-ball cette période est marquée par la réussite d'un joueur du crû, Marc Cléro, qui connaît ensuite un destin national dans les grands clubs et une sélection en équipe de France A en 1969,. À son retour au club en 1975, il conduit la Similienne vers le haut-niveau pour la saison 82-83 (nationale 2) puis à la suite d'une fusion refusée et le départ de nombreux joueurs, l'équipe est redescendue avant de retrouver le niveau national.
Au cours des années 1970, alors que son dernier prêtre-directeur Yves Chéreau est définitivement rappelé par l'évêché, les laïcs qui assurent la continuité de la Similienne sous les présidences de Constant Hebel, Roger Paugam puis Gilbert Moyon, s'orientent vers le sport social de loisir avec :
- le badminton ;
- la gymnastique détente (qui a intégré depuis le Do In) ;
- l'éveil de l'enfant ;
- le tennis ;
- le tai-chi-chuan ;
- le taekwondo.

Le 30 janvier 1994, elle célèbre son centenaire sous la présidence de Gilbert Moyon, en présence du préfet des Pays de Loire, d'Émile Marcus, évêque de Nantes, de Jean-Marc Ayrault, député-maire de Nantes, de Monique Papon et Élisabeth Hubert députées, de Jean-Paul Bourdin représentant la FSCF et diverses autorités.
Au début des années 2000, sous la présidence de Jean-Pierre Bernard, le théâtre est relancé.  Dans le cadre du développement immobilier un nouveau complexe sportif est programmé et les nouveaux locaux sont inaugurés le 11 avril 2015.

## Fonctionnement
En 2014, les dirigeants de La Similienne affirment : « le sport doit avoir une âme, il doit être spiritualité, autrement, il n'est qu'un pur exercice physique et il cherche sa fin dans la poursuite des records ». Autour de cette conviction pédagogique forte, ils proposent les activités suivantes, le plus souvent au sein de leur propre complexe sportif :
- arts martiaux divers (karaté, aïkido, taekwondo) ;
- basket-ball ;
- badminton loisir ;
- éveil de l'enfant ;
- gymnastique sportive masculine et féminine ;
- gymnastiques d’entretien, éducation physique, yoga, aérobic ;
- tennis loisir ;
- théâtre ;
- volley loisir.

Une amicale des anciens, une équipe travaux, une équipe du foyer et une équipe de restauration complètent les activités du club qui compte environ 700 adhérents.

## Les dirigeants

### Les présidents
| #  | Nom                  | Période     |
| -- | -------------------- | ----------- |
| 1  | Henri Bled           | 1896-1946   |
| 2  | Auguste Robin        | 1946-1947   |
| 3  | Fernand Deniaud      | 1947-1950   |
| 4  | Auguste Robin        | 1950-1952   |
| 5  | Maurice Métayer      | 1952-1958   |
| 6  | Paul Ancelin         | 1958-1966   |
| 7  | Hubert Marin         | 1966-1972   |
| 8  | Constant Hebel       | 1972-1977   |
| 9  | Roger Paugam         | 1977-1981   |
| 10 | Gilbert Moyon        | 1981-2002   |
| 11 | Jean-Pierre Bernard  | 2002-2015   |
| 12 | Vincent Schafmeister | depuis 2015 |

### Les abbés-directeurs
| #  | Nom                     | Période                  |
| -- | ----------------------- | ------------------------ |
| 1  | abbé Lequeux, fondateur | 1894                     |
| 2  | abbé Gary               | 1894-1903                |
| 3  | abbé Gougeon            | 1903-1908                |
| 4  | abbé Hugron             | 1908-1909                |
| 5  | abbé Fontaine           | 1909-1919                |
| 6  | abbé Chochon            | 1919-1923                |
| 7  | abbé de La Lande        | 1923-1925                |
| 8  | abbé Ecomard            | 1925-1934                |
| 9  | abbé Garino             | 1934-1939                |
| 10 | abbé Bauthamy           | 1939-                    |
| 11 | abbé Boutolleau         | -                        |
| 12 | abbé Oillic             | -                        |
| 13 | abbé Placier            | -                        |
| 14 | abbé Cheval             | 1946-1952                |
| 15 | abbé Maulle             | 1952-1956                |
| 16 | abbé Guillard           | 1956-1972                |
| 17 | abbé Chéreau            | 1972 : dernier directeur |